# Vasile Carauș
Vasile Carauș (ur. 6 sierpnia 1988 w Criuleni, Mołdawska SRR) – mołdawski piłkarz, grający na pozycji pomocnika, reprezentant Mołdawii.

## Kariera piłkarska

### Kariera klubowa
Rozpoczął karierę piłkarską w mołdawskim klubie Academii UTM Kiszyniów. W 2008 został wypożyczony do rosyjskiego Spartaka Nalczyk, ale występował tylko w drużynie rezerw. Latem 2009 podpisał kontrakt z ukraińskim Metałurhiem Zaporoże. Latem 2011 został wypożyczony do Academii UTM Kiszyniów, a podczas przerwy zimowej sezonu 2011/12 przeszedł do Dacii Kiszyniów.

### Kariera reprezentacyjna
W 2009 zadebiutował w narodowej reprezentacji Mołdawii.

## Sukcesy i odznaczenia

### Sukcesy klubowe
- wicemistrz Mołdawii: 2012
- brązowy medalista Mistrzostw Mołdawii: 2007